# Symbolique du triangle
Pour les articles homonymes, voir Triangle (homonymie).
Le triangle est une figure particulièrement intéressante, car toute forme aux contours brisés (c'est-à-dire dont le contour est constitué de traits droits) peut être découpée en triangles (c'est un des sens du terme « triangulation ») ; si l'on connaît les propriétés des triangles, on peut en déduire les propriétés de cette figure quelconque. Si la figure a un contour courbe, on peut l'approcher par une ligne brisée et se reporter au cas précédent.
Le triangle est également le symbole de la stabilité, utilisé par exemple dans le symbole de la Sécurité civile. C'est le profil spontané que prend un tas de sable ou de gravier. Il est de ce fait à la base des constructions traditionnelles (hutte, tipi, wigwam…) et a été largement adopté par les architectes : c'est le profil des pyramides égyptiennes, mais aussi celui des toitures, des flèches de cathédrale…
Outre cette stabilité verticale, on peut aussi remarquer qu'un tabouret à trois pieds n'est jamais bancal : le triangle représente aussi la stabilité horizontale. En fait, trois points sont toujours sur un même plan (on peut mettre une plaque parfaitement plane en contact avec les trois pieds), alors que si l'on ajoute un quatrième point, il peut être au-dessus ou en dessous de ce plan. Ainsi, une des positions de travail stable est la position dite du trépied (un genou au sol, l'autre relevé) ; c'est la figure formée par les roues et la béquille d'un vélo ; en premiers secours, la stabilité de la position latérale de sécurité (PLS) est assurée par deux triangles, l'un formé par l'avant-bras posé au sol et la main sous la tête, l'autre formé par la partie du bassin posée au sol, le genou de la jambe pliée et le pied de la jambe allongée. C'est aussi cette propriété de planéité qui fait qu'en informatique pour la synthèse d'images 3D, ou en CAO lors de calculs par éléments finis, les surfaces sont décomposées en triangles.
Le triangle symbolise également la trinité dans la religion du christianisme.
Le triangle est aussi le profil de la pointe de flèche, le symbole de la direction, de la détermination, de la pénétration. C'est le profil de l'aile d'un deltaplane ou du Concorde, des avions de chasse modernes.
Dans certaines sociétés traditionnelles, c'est le symbole de la femme, car c'est la forme de la pilosité pubienne ; par exemple, le foyer (feu) entretenu par la femme est constitué de trois pierres.
Les triangles de couleurs différentes étaient aussi un système de marquage nazi des prisonniers. Par exemple, le triangle rose pointé vers le bas est un des symboles de la communauté homosexuelle.
L'étoile de David, symbole de la religion juive, se compose de deux triangles opposés.
Xénocrate représentait la Divinité par le triangle équilatéral, l'humanité par le triangle scalène, et les Génies par le triangle isocèle. Le premier de ces triangles a tous ses côtés égaux; le second les a tous inégaux; le troisième les a en partie égaux, en partie inégaux : ce qui figure bien la nature des Génies, lesquels réunissent et les affections humaines et la puissance divine.